# Neny-Fjord
Der Neny-Fjord ist ein rund 16 km langer und etwa 8 km breiter Fjord an der Fallières-Küste des Grahamlands auf der Antarktischen Halbinsel. Er liegt zwischen Red Rock Ridge auf der Gabriel-Halbinsel und der Roman Four Promontory.
Dieser Küstenabschnitt wurde erstmals im Jahr 1909 bei der Fünften Französischen Antarktisexpedition (1908–1910) unter der Leitung Jean-Baptiste Charcots erforscht. Charcot gab offenbar einem Objekt nördlich der Bucht diesen Namen. Infolge detaillierter Vermessungsarbeiten im Rahmen der British Graham Land Expedition (1934–1937) unter der Leitung des australischen Polarforschers John Rymill wurde der Name auf den hier beschriebenen Fjord übertragen.